# Puffinus
Puffinus är ett släkte av havsfåglar i familjen liror och ordningen stormfåglar (Procellariiformes). Det omfattar numera ett 20-tal relativt små nu levande liror. 

## Utseende och fältkännetecken
Arterna inom släktet är långvingade, mörkbruna, gråa eller svarta på ovansidan, och vita till mörka på undersidan. Utanför häckningssäsong är de utpräglat pelagiska. Precis som andra arter inom familjen har de rörformiga näsöppningar på ovansida näbben.
De flyger på stela vingar och glidflyger långa sträcker med bara få vingslag. I hårdare vind kantrar de och utnyttjar skillnaden i vindhastighet mellan vågdalarna och vågtopparna, så kallad dynamisk glidflygning. Detta kallas ibland för lirflykt, även då andra arter nyttjar den. Några av de mindre arterna, som exempelvis mindre lira (Puffinus puffinus) flyger med vingarna rakt ut, vilket skapar en korsform tillsammans med kroppen. De större arterna har istället tydlig vinkel i karpalleden.

## Läte
Fåglarna är helt tysta ute till havs men ger ifrån sig konstiga, skräckfilmsartade läten nattetid från sina häckningskolonier.

## Utbredning
Fåglarna i släktet häckar på öar i alla världshav, i både tempererade och varmare tropiska, där galápagosliran till och med häckar vid Ekvatorn. Vissa, som mindre lira, är långflyttare, medan de flesta arter rör sig relativt kort från häckplatserna, olikt flera av lirorna i Ardenna som kan genomföra flyttningar på 14 000 km eller mer, varje år.

## Ekologi
Dessa liror besöker bara öar och klippiga kuster när de ska häcka. I övrigt lever de pelagiskt. De häckar i kolonier som de bara besöker nattetid, och föredrar nätter då månen inte lyser, allt för att minimera predation. De häckar i jordhålor och lägger ett vitt ägg per häckning.
De lever på fisk, bläckfisk och liknande havslevande föda. Vissa arter följer fiskebåtar och tar fiskrens medan andra arter aldrig gör det. 

## Systematik
Gruppens taxonomi har varit och är i viss mån fortfarande omdiskuterad. Tidigare har Puffinus grupperats tillsammans med släktena Procellaria och Calonectris. Nutida forskning har dock påvisat att denna grupp är parafyletisk. Medan delar av Puffinus är nära besläktade med Calonectris, så bildar släktet en klad med släktena Pseudobulweria och Aphrodroma. Samma studier visar också att de arter som traditionellt placerats i Puffinus inte är varandras närmaste släktingar. Utifrån dessa rön urskiljs därför de större arterna i det egna släktet Ardenna. Artgränserna i vissa artgrupper är fortfarande oklara och omstridda, varför antalet arter i släktet skiljer sig åt beroende på taxonomisk auktoritet. Nedanstående lista följer AviList:
- Brunlira (Puffinus nativitatis)
- Galápagoslira (Puffinus subalaris)
- Nyazeelandlira (Puffinus gavia)
- Kaikouralira (Puffinus huttoni)
- Mindre lira (Puffinus puffinus)
- Medelhavslira (Puffinus yelkouan)
- Kariblira (Puffinus lherminieri)
- Makaronesisk lira (Puffinus baroli)
- Mindre kapverdelira (Puffinus boydi)
- Melanesisk lira (Puffinus heinrothi)
- Subantarktisk lira (Puffinus elegans)
- Dvärglira (Puffinus assimilis)
- Pygmélira (Puffinus bryani)
- Arablira (Puffinus persicus)
- Tropiklira (Puffinus bailloni)
- Californialira (Puffinus opisthomelas)
- Boninlira (Puffinus bannermanni)
- Rapalira (Puffinus myrtae)
- Socorrolira (Puffinus auricularis)
- Hawaiilira (Puffinus newelli)

Ytterligare fyra arter dog ut under holocen:
- Grottlira (Puffinus spelaeus)
- Dynlira (Puffinus holeae)
- Lavalira (Puffinus olsoni)
- Sankthelenalira (Puffinus pacificoides)

Arter som numera förs till släktet Ardenna:
- Kilstjärtslira (Ardenna pacifica)
- Gråryggig lira (Ardenna bulleri)
- Kortstjärtad lira (Ardenna tenuirostris)
- Grålira (Ardenna grisea)
- Större lira (Ardenna gravis)
- Ljusfotad lira (Ardenna carneipes)
- Rosanäbbad lira (Ardenna creatopus)

### Fossila fynd
Fler arter är också kända från fossil:
- Puffinus tedfordi (Pleistocen i västra Nordamerika)
- Puffinus nestori (Sen pliocen/tidig pleistocen i Ibiza)

"Puffinus" arvernensis (Tidig miocen i Frankrike) kategoriseras numera som en primitiv albatross i det fossila släktet Plotornis.